# Kenta Komatsu
Kenta Komatsu (小松 憲太 Komatsu Kenta?), född 19 januari 1988 i Nagano prefektur, är en japansk fotbollsspelare.
Komatsu började sin karriär 2010 i Matsumoto Yamaga FC. Han spelade 45 ligamatcher för klubben. Han avslutade karriären 2014.